# Pseudopaguristes janetkae
Pseudopaguristes janetkae is een tienpotigensoort uit de familie van de Diogenidae. De wetenschappelijke naam van de soort is voor het eerst geldig gepubliceerd in 2002 door McLaughlin.